# Anne-Marie Couturier
Pour les articles homonymes, voir Couturier.
Anne-Marie Couturier, née le 16 décembre 1940 dans la région du Madawaska au Nouveau-Brunswick, est une écrivaine canadienne.

## Biographie
Anne-Marie Couturier est la fille d'Ulderic Couturier et Félicité Plourde. Elle grandit entre 3 sœurs et 4 frères.
Anne-Marie Couturier vit à Trois-Rivières. Comme sa sœur Gilberte Couturier-LeBlanc (1929-2015), qui a été éducatrice et professeur d'éducation en Acadie, elle a œuvré dans le milieu de l’enseignement. Vers la fin de la quarantaine, elle s’est mise à suivre des ateliers de création littéraire. Elle a obtenu plusieurs prix littéraires pour des nouvelles : en 1989 Prix littéraire Clément-Marchand, qui est le prix du Concours littéraire de la Société des écrivains de la Mauricie, societé dont elle est par la suite membre de conseil d’administration. 
À la retraite, elle décide de se consacrer entièrement à l’écriture,,. Elle se lance dans l'écriture d'une trilogie familiale, dont le premier tome sur l'ancêtre René Plourde  a gagné le Prix France-Acadie 2009.

## Livres
- L’étonnant destin de René Plourde.  Pionnier de la Nouvelle-France, (Tome I) Éditions David (2008), Prix France-Acadie 2009[7],[8],[9],[10].
- Le Clan Plourde. De Kamouraska à Madoueskak, (Tome II) Éditions David (2012)[11].